# Kalar
A Kalar  (oroszul: Калар) folyó Oroszország ázsiai részén, a Bajkálontúli határterületen; a Vityim jobb oldali mellékfolyója.
Neve a felső folyásán: Csina, Bal-Csina (Чина, Левая Чина).

## Földrajz
Hossza: 511 km, vízgyűjtő területe: 17 400 km², évi közepes vízhozama az alsó folyásán: 146 m³/s; maximális vízhozama 3440 m³/s.
A Bajkálontúli határterület északkeleti részének folyója. Az Udokan-hegység déli oldalán fekvő kis tóból ered. Átszeli a Kalar-hegységet, majd a Kalar-hegység (északon) és a Jankan-hegység (délen) között halad nyugat–délnyugat felé, majd Burjátföld határán ömlik a Vityimbe.
Sebes folyású folyó, medrében sok a sellő, völgyét csaknem végig hegyek kísérik. Október közepén – november elején befagy, és május közepéig jég borítja. Tavaszi árvize van, és a sok csapadék következtében nyáron is többször megárad.
Partjai mentén nincs nagyobb település.

## Mellékfolyók
Számos kisebb, 100 km-nél rövidebb mellékfolyója van, köztük:
- jobbról: Katugin (71 km), Csukcsudu (71 km)
- balról: Csitkanda (53 km), Dzsemku (89 km), Lucsa (60 km).